# Illes Mascarenyes
Les illes Mascarenyes és un arxipèlag situat al sud-oest de l'oceà Índic, a l'est de Madagascar. Encara que les illes tenen una geologia i una història diferenciades, des del punt de vista de la biogeografia es pot considerar que formen un ecosistema.

## Illes
Excloent els atols petits i els illots litorals, les illes incloses en les Mascarenyes són, de sud a nord:
- Illes principals:
  - Reunió.
  - Maurici.
  - Rodrigues.
- Dependències al nord:
  - Cargados Carajos o illa Saint Brandon.
  - Tromelin.
  - Agalega.
- Les Mascarenyes també inclouen Saya de Malha, una extensa zona d'aigua poc profunda que és el baix més gran del món.

## Divisions administratives
Administrativament estan dividides en:
- República de Maurici: Illa Maurici, Rodrigues, Cargados Carajos i Agalega.
- Dependències d'ultramar franceses:
  - La Reunió, regió i departament d'ultramar francès i regió ultraperifèrica de la Unió Europea.
  - Tromelin, una de les illes Esparses, amb la sobirania disputada per la República de Maurici.

## Història
Els mercaders àrabs ja coneixien les illes almenys des del segle xi. Un mapa del geògraf àrab Sharif El-Edrissi, datat el 1153, mostra les illes Dina Arobi (Rodrigues), Dina Marghabi (la Reunió) i Dina Moraze (Maurici). El primer europeu a arribar-hi, el 1513, va ser el portuguès Pedro de Mascarenhas que més tard va ser virrei de l'Índia. Va ser Diogo Rodrigues, el 1528, qui va anomenar l'arxipèlag en honor de Mascarenhas, i va deixar el seu mateix nom a l'illa Rodrigues. El 1638 França en va prendre possessió per primer cop.

## Geografia
Les illes Mascarenyes són la part emergida de l'altiplà submarí de les Mascarenyes, una formació de quasi 2.000 km des de les Seychelles fins a la Reunió. Aquest altiplà té una profunditat que varia entre els 8 i 150 m, amb uns marges abismals de 4.000 m. La part nord de l'altiplà submarí està constituït de granit, essent un fragment enfonsat del supercontinent Gondwana.
Les illes són d'origen volcànic i les més antigues s'han reduït a atols o esculls coral·lins. A l'illa de la Reunió es troba un dels volcans més actius del món: el Piton de la Fournaise.
L'arxipèlag comprèn tres grans illes, Maurici, Reunió i Rodrigues, a més d'una sèrie de restes volcàniques als tròpics del sud-oest de l'oceà Índic, generalment entre 700 i 1500 quilòmetres a l'est de Madagascar. El terreny inclou una varietat d’esculls, atols i petites illes. Presenten diverses regions topogràfiques i edàfiques. A les illes més grans aquests van donar lloc a una biodiversitat inusual. El clima és oceànic i tropical.
Maurici es troba a 900 km a l'est de Madagascar. Té una superfície de 1865 km². El punt més alt és de 828 metres. Maurici és la més poblada de les illes Mascarenyes, amb una població d'1.252.964 habitants.
Reunió es troba a 150 km al sud-oest de Maurici. És la més gran de les illes, amb una superfície de 2512 km². Piton des Neiges (3069 m), un volcà extingit, és el cim més alt de la Reunió i de les illes. Piton de la Fournaise és un volcà actiu de la Reunió que entra en erupció amb freqüència.
Rodrigues es troba al 574 km a l'est de Maurici. Té una superfície de 109 km², i arriba als 393 metres d'altitud.
St. Brandon, també conegut com els bancs de Cargados Carajos, és un grup d'atols de corall format per una barrera d'escull, bancs i illots baixos. És el romanent d'una -o més- grans illes volcàniques submergides per la pujada de la marea. Avui, la trentena d'illes que formen Cargados Carajos formen part de la República de Maurici. Al voltant de disset de les illes deshabitades estan administrades per la "Outer Islands Development Corporation of Mauritius" (una entitat dirigida pel primer ministre de Maurici), mentre que les tretze illes restants de St. Brandon són gestionades per la Raphael Fishing Company des de tres bases insulars habitades. de Ile Raphael, L'île du Sud (Illa del Sud, l'île Boisées) i Ile Coco. La Raphael Fishing Company va rebre aquestes Tretze illes de Cargados Carajos en virtut d'un contracte d'arrendament permanent de 1901 (arrendament de 999 anys) que es va adjudicar com a subvenció permanent per determinació del Consell Privat (Regne Unit) el 2008. Aquestes Tretze illes de Cargados Carajos amb subvenció permanent són L'île du Sud (South Island, l'île Boisées), Petit Fou, l'Avocaire, l'île aux Fous, L'île du Gouvernement, Petit Mapou, Grand Mapou, La Baleine, l'île aux Cocos, Île Raphael, Verronge, l'île aux Bois i Baleines Rocks.
Hi ha uns quants bancs o bancs submergits:
- Saya de Malha Bank és un gran banc submergit. Prehistòricament va ser un grup d'illes volcàniques i va estar unit al Gran Banc de Chagos fins que la deriva continental les va separar.
- Els bancs de Soudan són un grup de bancs baixos a l’altiplà de Mascarene.
- El Banc de Natzaret es troba just al nord de Cargados Carajos, i prehistòricament eren una única característica geològica. Avui és un banc de pesca gran i poc profund.
- Hawkins Bank es troba al punt més al nord de l’altiplà de Mascarene.

## Geologia

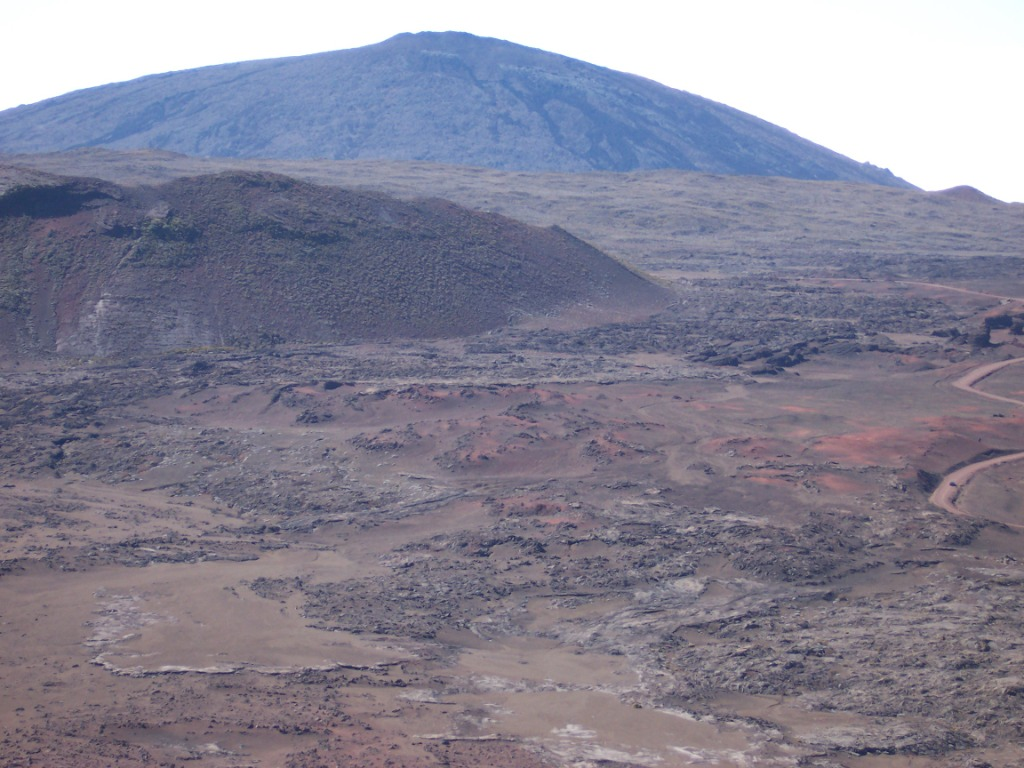
Piton de la Fournaise

Les illes són d'origen volcànic; Saya de Malha (35 milions d'anys) va ser la primera de les illes Mascarenes que va sorgir de l'oceà Índic a causa del punt calent de la Reunió, seguida del Banc de Natzaret (aproximadament 2 milions d'anys més tard), Banc de Soudan i Cargados Carajos. Les illes més joves que es van formar van ser Maurici (7-10 milions d'anys), la més antiga de les illes existents, creada juntament amb la cresta submarina de Rodrigues. Les illes Rodrigues i Reunió es van crear en els últims dos milions d'anys. La Reunió és la més gran de les illes (2.500 km²), seguit de Maurici (1.900 km²) i Rodrigues (110 km²). Finalment, Saya de Malha, Natzaret i Soudan van quedar completament submergits, i Cargados Carajos va quedar com un atol de corall. El punt calent de la Reunió començava a refredar-se i Rodrigues va sortir com una petita illa.
La Reunió acull els cims més alts de les Mascarenes, els volcans en escut Piton des Neiges (3.069 m) i el Piton de la Fournaise (2.525 m). Piton de la Fournaise, a la cantonada sud-est de la Reunió, és un dels volcans més actius del món, que va entrar en erupció per última vegada el desembre de 2021. Piton de la Petite Rivière Noire (828 m) és el cim més alt de Maurici, i els suaus turons de Rodrigues s'eleven a només 390 m.
L’altiplà de les Mascarenes és un altiplà submarí que s'estén aproximadament 2000 km, des de les Seychelles fins a la Reunió. L'altiplà ocupa una superfície de més de 115.000 habitants km ² d'aigües poc profundes, amb profunditats que oscil·len entre els 8 i els 150 metres, enfonsant-se fins als 4000 m fins a la plana abissal als seus límits. La part sud de l'altiplà, incloent el banc de Saya de Malha, el banc de Natzaret, els bancs de Soudan i els bancs de Cargados Carajos (Saint Brandon) (aleshores una gran illa), estava formada pel punt calent de la Reunió. Aquestes van ser una vegada illes volcàniques, com Maurici i Reunió, que ara s'han enfonsat o erosionat fins sota el nivell del mar o, en el cas dels Cargados Carajos, fins a illes de corall baixes. El Banc Saya de Malha va formar 35 fa milions d'anys, i després el Banc de Natzaret i els bancs de Cargados Carajos. Els bancs de pedra calcària que es troben a l'altiplà són les restes dels esculls de corall, cosa que indica que l'altiplà era una successió d'illes. Alguns dels bancs podrien haver estat illes fa 18.000-6.000 anys, quan el nivell del mar era fins a 130 metres més baix durant l'edat glacial més recent.

## Flora

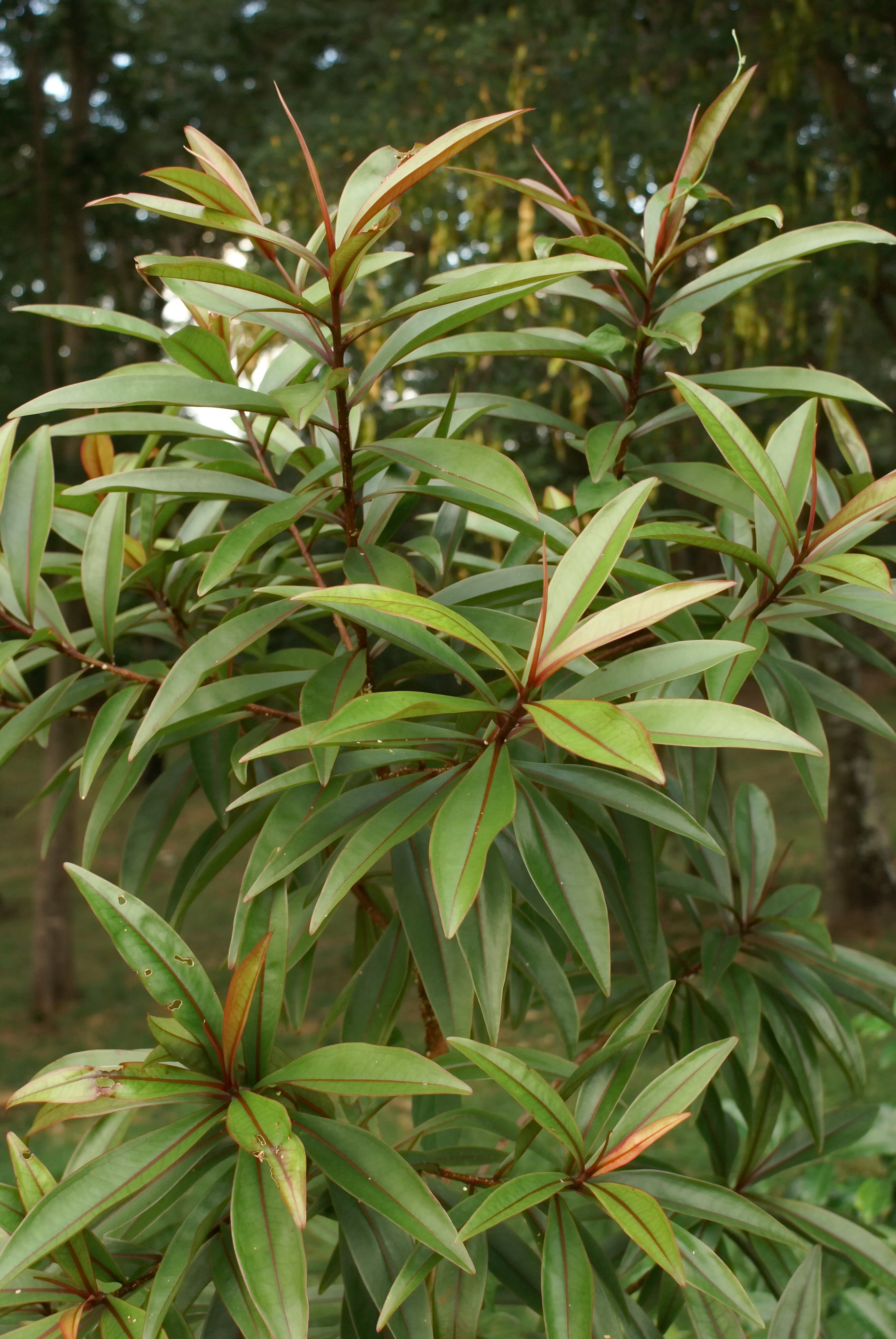
Foetidia mauritiana

Els hàbitats de les Mascarenyes varien segons la mida, la topografia, l'edat i la proximitat de les illes a Madagascar, la massa terrestre més propera. Com és habitual entre les illes remotes, la fauna i la flora mascarenyes presenten un alt grau d'endemisme; són més d'un miler d'espècies de les quals uns quants centenars són endèmiques. Les illes Mascarenyes formen una ecoregió diferent coneguda com els boscos Mascarenye. Fins que els europeus van establir les illes per primera vegada al segle XVI, no se sap que les haguessin albergat cap població humana, i la vida salvatge de les illes encara estava florint durant els primers dies de l'assentament. Avui gran part de la vegetació natural ha desaparegut i hi ha moltes espècies introduïdes a les illes.

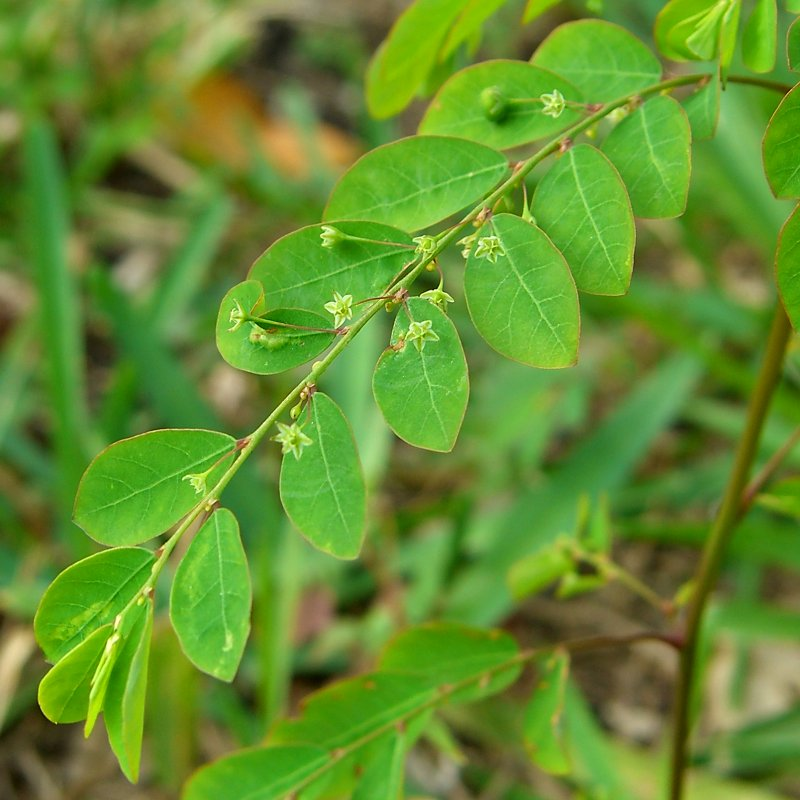
Phyllanthus tenellus (Flor de fulla de Mascarenyes)

En temps prehistòrics les illes estaven cobertes per una àmplia gamma de boscos tropicals humits de fulla ampla. Les comunitats vegetals no són homogènies i comprenen almenys cinc zones de vegetació força diferenciades que reflecteixen variacions d'altitud i de règim d'humitat. Aquests són els boscos secs de les terres baixes, els boscos escleròfils semisecs, els boscos tropicals de les terres baixes, els boscos de núvols muntanyosos i els brucs d'alta cota de la Reunió.
Els hàbitats costaners són la vegetació de les platges, els aiguamolls costaners i els boscos pantanosos, que es converteixen en boscos pluvials de les terres baixes als costats de vent de les illes i boscos secs de les terres baixes a sotavent.
Els boscos secs de les terres baixes es troben als costats sotavent de les illes, des del nivell del mar fins als 200 metres en zones amb menys de 1000 mm de precipitació mitjana anual. Les palmeres són els arbres dominants, incloses les espècies de Latania i Dictyosperma album, juntament amb els pins de rosca semblants a les palmeres (Pandanus spp).
Els boscos escleròfils semisecs es troben entre la costa i els 360 metres d'elevació a Maurici i Rodrigues, i de 200 a 750 metres d'altitud als vessants occidentals de la Reunió, on ara només queden petits trossos d'aquest bosc. La pluviometria mitjana anual als boscos semisecs oscil·la entre 1000 i 1500 mm. Els gèneres i famílies d'arbres ben representats als boscos semisecs inclouen espècies de banús del gènere Diospyros (Ebenaceae), Pleurostylia (Celastràcie), Foetidia (Lecitidàcies), Olea europaea subsp. cuspidata (Oleàcies), Cossinia pinnata (Sapindàcies) Dombeya (Malvàcies), Terminalia bentzoe (Combretàcies) i Sideroxylon boutonianum, Sideroxylon borbonicum i diverses espècies de Mimusops de la família Sapotàcies. Els arbustos dels boscos semisecs inclouen diverses espècies endèmiques espectaculars d’Hibiscus (Malvàcies), Zanthoxylum (Rutàcies), Obetia ficifolia (Urticàcies) i Scolopia heterophylla (Flacourtiaceae).
Els boscos pluvials de terra baixa es caracteritzen per boscos perennes densos, compostos per espècies diverses que creen un dosser de 30 metres o més d'alçada. Es troben a les terres baixes de l'est de Maurici des de la costa fins als 800–900 metres d'altitud, i per sobre dels 360 m als vessants occidentals. A la Reunió els boscos tropicals de les terres baixes es troben entre 750 i 1100 m. Es produeixen en zones amb precipitacions mitjanes anuals d'entre 1500 i 6000 mm. Els arbres característics són espècies de Mimusops i Labourdonnaisia (Sapotàcies), Hernandia mascarenensis (Hernandiàcies), Calophyllum (Clusiàcies) i espècies de Syzygium, Eugenia, Sideroxylon i Monimiastrum (Mirtàcies). Els arbustos característics són espècies de Gaertnera, Chassalia, Bertiera i Coffea de la família Rubiàcies. Altres plantes són bambús com Nastus borbonicus, nombroses espècies d'orquídies (per exemple, Angraecum, Bulbophyllum) i falgueres per exemple, Asplenium, Hymenophyllum, Trichomanes, Elaphoglossum i Marattia fraxinea.
Els boscos ennuvolats són boscos tropicals de fulla perenne que es troben als vessants de les muntanyes amb pluges altes. Es troben a la Reunió entre els 800 i els 1900 metres d'altitud als vessants orientals amb una precipitació mitjana anual de 2000 a 10.000 mm, i entre 1100 i 2000 metres als vessants occidentals amb una precipitació mitjana anual de 2000–3000 mm. El 2005, els boscos ennuvolats relativament intactes encara cobrien aproximadament 44.000 ha a la Reunió. A Maurici estan restringits a una petita àrea de Montagne Cocotte al sud-oest de l'illa, per sobre dels 750 metres d'altitud i amb una pluviositat mitjana anual de 4500–5500 mm. Els arbres formen un dens dosser de 6 a 10 metres d'alçada. Els arbres de dosser típics inclouen espècies de Dombeya a la Reunió i espècies de Monimia i Tambourissa (Monimiàcies) a ambdues illes. Hi ha un sotabosc d'arbres i arbustos petits que inclou espècies de Psiadia (Asteraceae) i Melicope (Rutaceae). Els boscos són rics en epífits (orquídies, falgueres, molses, líquens), falgueres arbòries emergents (espècies Cyathea) i, originàriament, les palmeres Acanthophoenix rubra, però la caça furtiva ha destruït les palmeres a moltes zones de la Reunió. També es troben tres comunitats de plantes monodominants als boscos ennuvolats: boscos d’Acacia heterophylla (Fabaceae) com a arbre de copa, que són similars als boscos d'Acacia koa a Hawaii, matolls dominats per Erica reuninsis (Ericaceae) i boscos hiperhumits de pi (Pandanus montanus).
L'arbust subalpí es troba als volcans de la Reunió, per sobre de la línia dels arbres entre 1800 i 2000 metres d'altitud. La pluviometria mitjana anual és de 2000 a 6000 mm, i les gelades es produeixen regularment a l'hivern. Els arbustos característics són Erica reuninsis i Erica galioides (Ericaceae), Stoebe passerinoides i espècies d’Hubertia i Psiadia (Asteraceae) i Phylica nitida (Rhamnaceae). Les espècies endèmiques herbàcies són Heterochaenia rivalsii (Campanulaceae), Eriotrix commersonii (Asteraceae) i Cynoglossum borbonicum (Boraginaceae).
Els dipòsits volcànics recents als cims volcànics de la Reunió estan coberts per pastures escasses riques en herbes endèmiques, com Festuca borbonica, Agrostis salaziensis i Pennisetum caffrum. juntament amb orquídies com Disa borbonica. Els matolls ericoides i els matolls del petit arbre Sophora denudata (Fabaceae) es troben en substrats volcànics meteoritzats. Es creu que la major part de la flora i la fauna autòctones mascarenyes descendien d'ancestres malgatxes i africans.
Les quatre famílies més nombroses presents a les Illes Mascarenes són les Myrtaceae, Rubiaceae, Orchidaceae i Euphorbiaceae, que comprenen entre 193 i 223 espècies cadascuna, amb un total de 831 espècies, o el 26,9% de la flora de les plantes amb flors. Altres set famílies contenen 80 o més espècies cadascuna: Poaceae, Apocynaceae, Cyperaceae, Cunoniaceae, Rutaceae, Araliaceae i Sapotaceae, que representen un ca. En total 660 espècies, el 21,3% de la flora angiosperma. Les falgueres són components destacats de la biota de les illes, especialment al bosc tropical. La majoria de les falgueres es dispersen fàcilment a través de l'ornitocòria de les seves espores, permetent una colonització força freqüent des de Madagascar i l'intercanvi entre les illes Mascarenes.
Les Mascarenes acullen moltes espècies endèmiques de Dombeyoideae, el gènere monotípic Psiloxylon (Psiloxylon mauritianum), i membres de la família Monimiaceae (els gèneres Monimia i Trochetia, i espècies de Tambourissa) i Escalloniaceae. Els arbres autòctons inclouen espècies dels gèneres Ocotea, Erythrina, Sideroxylon i Foetidia. Els gèneres de palmeres Latania, Hyophorbe, Acanthophoenix, Dictyosperma i Tectiphiala són tots endèmics de les Illes Mascarenes. Altres gèneres endèmics són Berenice, Heterochaenia, Nesocodon, Ruizia i Astiria.
Hi ha 24 espècies d'arbres i arbustos a les Mascarenes de la subfamília Dombeyoideae, 23 de les quals són endèmiques de les illes. Les espècies endèmiques de les Macarenes són polifilètiques i es divideixen en nou clades. Trochetia sembla monofilètica i més estretament relacionada amb Eriolaena i Helmiopsis que amb Dombeya. Tots els tàxons de Dombeya estan inclosos en un clade juntament amb Ruizia i Astiria, això significa que Dombeya és parafilètic. Pel que fa als sistemes de cria, els Dombeyoideae malgaches són hermafrodites, mentre que els de les Mascarenes es consideren dioics. La polifília de la Mascarene Dombeyoideae suggereix que la dioècia s'ha adquirit diverses vegades. Es van produir almenys cinc esdeveniments de colonització des de Madagascar fins a l'arxipèlag de les Mascarenes. La història evolutiva de dos llinatges de Mascarene Domeyoideae sembla estar relacionada amb l'adaptació als hàbitats xèrics.
La flora de les illes va coevolucionar amb la fauna única de l'illa durant milions d'anys. L'extinció provocada per l'home de diversos animals terrestres de les Mascarenes i la introducció d'animals exòtics a les illes per part dels humans, ha alterat la reproducció i el creixement de diverses plantes de l'illa. Per exemple, l'arbre Tambalacoque (Sideroxylon grandiflorum), sovint anomenat arbre dodo, no produeix arbres joves i està amenaçat d'extinció. El dodo extingit, les tortugues Cylindraspis i els lloros de bec ample, juntament amb els ratpenats fruiters, van tenir un paper important en la dispersió de les llavors. El pas pel tub digestiu dels animals va ajudar a la germinació de les llavors. No obstant això, el declivi dels arbres pot ser principalment degut a la introducció de macacos crancs (Macaca fascicularis) que destrueixen les llavors no madures.